# An Nhơn Bắc
Đá An Nhơn Bắc hoặc bãi An Nhơn Bắc hay đá Cuội (tiếng Anh: Kugui Reefs; tiếng Trung: 库归礁; bính âm: Kùguī jiāo, Hán-Việt: Khố Quy tiêu) là một rạn san hô "nửa nổi nửa chìm" (cạn nước khi thủy triều thấp) thuộc cụm Loại Ta của quần đảo Trường Sa. Đá này nằm cách đá An Nhơn khoảng 4,5 hải lý (8,3 km) về phía đông bắc với tổng diện tích vào khoảng 50 ha. Giữa đá này và đá An Nhơn còn có một rạn san hô nhỏ hơn nhưng chưa rõ tên gọi.
Đá An Nhơn Bắc là đối tượng tranh chấp giữa Việt Nam, Đài Loan, Philippines và Trung Quốc. Hiện chưa rõ nước nào thực sự kiểm soát rạn san hô này.

## Hình ảnh
| đá An Nhơn Bắc đá An Nhơn đá An Nhơn Nam đá Sa Huỳnh đảo Loại Ta đảo Loại Ta Tây bãi Loại Ta Nam đá An Lão bãi Đường đảo Bến Lạc đá Cá Nhám đá Tân Châu Vị trí của đảo Loại Ta Tây và các thực thể của Cụm Loại Ta (nguồn ảnh: NASA). |